# 巴扎耶
巴扎耶（法語：Bazailles，法語發音：[bazaj]）是法国默尔特-摩泽尔省的一个市镇，位于该省北部，属于布里埃区。

## 地理
巴扎耶（49°24'30"N, 5°45'55"E）面积4.23 平方千米，位于法国大東部大區默尔特-摩泽尔省，该省份为法国东北部内陆省份，是洛林的一部分，北邻比利时、卢森堡，北起顺时针与摩泽尔省、下莱茵省、孚日省和默兹省接壤。
与巴扎耶接壤的市镇（或旧市镇、城区）包括：巴略、布瓦蒙、若佩库尔、下梅尔西、蒙图瓦城。

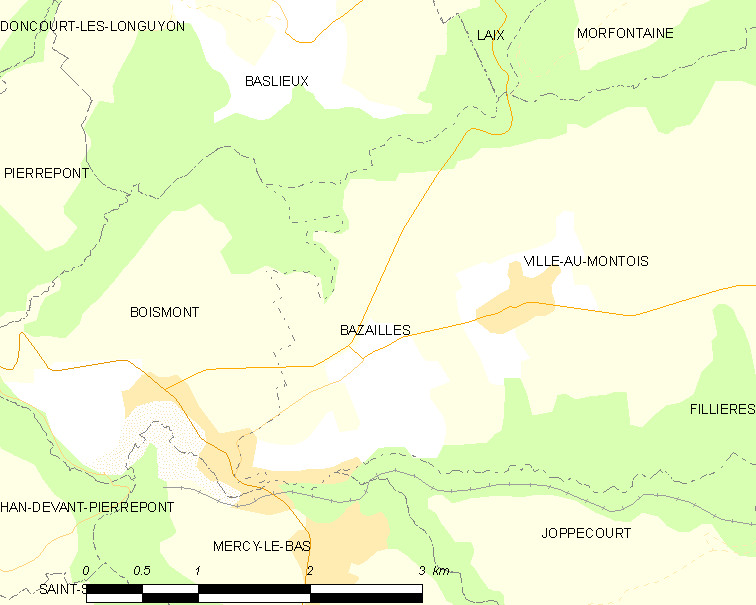
巴扎耶的OSM定位图

巴扎耶的时区为UTC+01:00、UTC+02:00（夏令时）。

## 行政
巴扎耶的邮政编码为54620，INSEE市镇编码为54056。

## 政治
巴扎耶所属的省级选区为蒙圣马丹县。

## 人口

1962-2008年间巴扎耶人口变化图示

巴扎耶于2022年1月1日时的人口数量为148人。